# Ecnomus cygnitus
Ecnomus cygnitus là một loài Trichoptera trong họ Ecnomidae. Chúng phân bố ở miền Australasia.